# Sergej Tanejev
Sergej Ivanovitsj Tanejev (Russisch: Сергей Иванович Танеев) (Vladimir aan de Kljazma, oblast Vladimir, 13 november 1856 – Djoedkovo bij Svenigorod, Centraal Federaal District, 11 maart 1915) was een Russisch componist en muziekpedagoog.

## Levensloop
Zijn vader Ivan Tanejev was filoloog en amateurmusicus. Tanejev studeerde aan het Conservatorium van Moskou piano bij Nikolaj Rubinstein en harmonieleer, instrumentatie en compositie bij Pjotr Iljitsj Tsjaikovski. Met deze had hij een levenslange vriendschap, die zo ver ging, dat Tsjaikovski zijn werken, voordat zij gedrukt werden, aan zijn voormalige leerling Tanejev ter beoordeling voorlegde. In 1875 studeerde hij af met de eerste gouden medaille van het conservatorium. Hij debuteerde als solist in de Russische première van het eerste pianoconcert van Johannes Brahms.
Concertreizen naar onder meer Parijs met Leopold Auer volgden. Na een verblijf in Parijs volgde hij Tsjaikovski op als leraar harmonieleer (1878). Na de dood van Rubinstein (1881) nam hij ook diens pianoklassen over. Van 1885 tot 1889 was hij op 29-jarige leeftijd directeur van het Conservatorium van Moskou van Moskou. Nadien bleef hij er leraar voor contrapunt. Vanaf 1906 gaf hij les aan het nieuw opgerichte Volksconservatorium. Hij was medeoprichter van het Muziekwetenschappelijk Genootschap en later van de Muziektheoretische Bibliotheek. Al zijn kennis uit de historische en praktische studies legde hij vast in het tweedelige leerboek Het beweeglijke contrapunt van de strenge stijl (1909). Zijn Leer van de canon werd pas in 1929 gepubliceerd.
Tanejev  was een van de invloedrijkste Russische muziekdocenten. Niet als pedagoog in algemene zin, maar als bereidwillige en integere adviseur bij alle muzikale vragen was Tanejev "het artistieke geweten en de leermeester van een hele generatie van Russische componisten", aldus Reinhold Glière. Tot zijn leerlingen behoorden Alexander Skrjabin, Sergej Rachmaninov, Reinhold Glière, Nikolaj Mjaskovski en Nikolaj Medtner. Als uiterst zelfkritische en zeer veelzijdige beschaafde componist zag Tanejev de toekomst van de Russische muziek in het inhalen van de ontwikkeling van de Midden-Europese vormen sinds de Franco-Vlaamse polyfonie door "op het Russische lied hetzelfde denkvermogen toe te passen, dat op het lied van de westelijke volken is aangewend. [..]. Alleen dan zouden wij een eigen nationale muziek hebben.

## Stijl
In Tanejevs composities zijn contrapuntische technieken een vast kenmerk, maar dit werd door zijn tijdgenoten vaak beoordeeld als droog, wiskundig, uiteindelijk ongeïnspireerd werk - hoewel Tanejev grote expressiviteit in zijn werken kon leggen. In plaats van een nationalistisch heeft zijn muziek een kosmopolitisch karakter. Zij is overwegend lyrisch, met een sterk contrapuntische en polyfone inslag. Opmerkelijk genoeg heeft hij vrijwel geen of weinig werken voor piano solo gecomponeerd, maar wel talrijke liederen en koren, vier symfonieën (de meeste postuum gepubliceerd), cantates en een opera Oresteia. Het accent in zijn oeuvre ligt zonder twijfel op de kamermuziek.

## Composities

### Werken voor orkest
- 1872-1873 Quadrille D-groot voor klein orkest
- 1873-1874 Symfonie nr. 1 in e-klein
- 1878 Symfonie nr. 2 in Bes-groot
- 1882 Ouverture over een Russisch thema in C-groot naar het lied no. 10 uit Nikolaj Rimski-Korsakov's liederenverzameling, op. 24
- 1883 Canzona voor klarinet en strijkorkest (ook versies voor fluit en cello als solo-instrument)
- 1884 Symfonie nr. 3 in d-klein
- 1885 Adagio in C-groot
- 1895 Symfonie voor kinderinstrumenten
- 1898 Symfonie nr. 4 in c-klein op. 12
- 1909 Concertsuite voor viool en orkest in g-klein op. 28
- Ouverture tot de opera "Oresteia" op. 6

### Muziektheater

#### Opera's
| Voltooid in | titel                  | aktes | première | libretto                     |
| ----------- | ---------------------- | ----- | -------- | ---------------------------- |
| 1884-1894   | Oresteia operatrilogie |       |          | A. Wenckstern naar Aischylos |

### Cantates en geestelijke werken
- 1880 Cantate ter gelegenheid van de onthulling van het Aleksandr Sergejevitsj Poesjkin standbeeld te Moskou, Es-groot voor gemengd koor en orkest - tekst: Aleksandr Sergejevitsj Poesjkin
- 1881 Apofeos Choedozjnika (Verheerlijking van de kunstenaars) cantate voor bas, gemengd koor en piano
- 1881 Irmos - (Vers 1) uit de eerste hymne van de epiphanie voor gemengd koor
- 1883 Drie geestelijke stukken voor gemengd koor
- 1884 Joann Damaskin (Johannes van Damaskus), cantate, op. 1 - tekst: Alexej Tolstoj
  1. Idoe v nevédomyj mne poet - Adagio ma non troppo
  2. No vetsjnym snom poká ja spljoe - Andante sostenuto - (attaca):
  3. V tot den', kogdá troebá - Fuga: Allegro - Moderato
- 1915 Po protsjtenii psalma (Na het doorlezen van een psalm), cantate voor sopraan, alt, tenor, bas, dubbel gemengd koor en orkest, op. 36 - tekst: Aleksej Stepanovitsj Chomjakov (1804-1860)

### Werken voor koor
- 1874-1875 Bosche! Bud Milostiw k Nam voor gemengd koor
- 1877 Drie koren voor gemengd koor
- 1877-1880 Drie koren voor mannenkoor
- 1879 Fuga over een Russisch volkslied voor gemengd koor
- 1880 Cheruwimskaja (Lied van de Cherub) voor zesstemig gemengd koor
- 1880 Drie grappige fuga's voor driestemmig koor
- 1880 Plechtige koor voor de aankomst van gasten voor gemengd koor
- 1880 Letsch Bi v Krowati (Ik bleef in het bed leggen) grappige canon voor gemengd koor
- 1880 Nederlandse fantasie over een Russisch thema voor gemengd koor
- 1881 Wetschernjaja Pesnja (Avondlied) voor gemengd koor
- 1885 Slawa Kirillu i Mefodiju (Hulde voor SS Cyrillus en Methodius) voor gemengd koor
- 1888 Echo (De echo) voor gemengd koor
- 1897 Woschod Solnsta (Zonsopgang) voor gemengd koor, op. 8
- 1897 Is Kraj v Kraj (Van de grens tot grens) voor gemengd dubbelkoor, op. 10
- 1903 Twee koren voor gemengd koor
- 1909 Twaalf koren voor gemengd koor, op. 27
- 1909-1910 Twee koren voor gemengd koor
- 1912-1913 Zestien koren voor mannenkoor, op. 35

### Vokale muziek met orkest of instrumenten
- 1870-1880 Drie duetten voor sopraan, alt en piano
- 1870-1880 Starij Ritzar (De oude ridder) - ballade voor sopraan en piano
- 1874 Slawa Nikolaj Grigorevic Rubinstein (Glorie voor N. G. Rubinstein) voor solisten, gemengd koor en orkest
- 1876 Luna na Nebe Golubom - (De maan in een blauwe hemel) voor sopraan en piano
- 1876 Tschto Tebe v Imeni Moyom? (Wat betekent mijn naam voor jou?) - voor sopraan en piano
- 1879 Twee duetten voor twee bassen en piano
- 1879 Ambtenarenkwartet voor solo, gemengd koor en strijkkwartet
- 1880 Golos v Lesu (Een stem in het woud) voor tenor en piano
- 1880 Twee trio's voor tenor, twee bassen en piano
- 1881 Is Schillera (Uit Schiller) voor tenor, bas en piano
- 1881 Polden (middag) voor alt, bas en piano
- 1883 Fuga c-klein voor sopraan, alt, tenor, bas en piano (of gemengd koor en piano)
- 1883 Kak Neschisch Ti (Hoe kwistig ben jij?) voor tenor, bas en piano
- 1884 Kolischetzaja More (Zeegolven) voor bas en piano
- 1884 Madrigaal voor sopraan, alt, bas en piano (of gemengd koor en piano)
- 1884 Serenade over het vertrek van de Marquise de Fige voor bas en piano
- 1884 Twee duetten voor twee bassen en piano
- 1884-1905 Tien romances voor zangstem en piano, op. 17
- 1884/1905 Twee duetten voor twee zangstemmen en piano (of orkest), op. 18
- 1886 Is Gafis (Uit Gafis) voor bariton en piano
- 1886 Twee duetten voor twee bassen eb piano
- 1886 Adeli (Aan Adele) voor vier bassen en piano
- 1887 Sjadu Sawtra Ja k Okoschetschku (Gisteren zat ik aan een klein raam) romance voor vier zangstemmen en piano
- 1894-1896 Sonoriloi di Vespero (De avondklokken) voor zangstem en piano
- 1895 Drie grappige canons voor Leonid Sabanejev voor zangstemen en piano
- 1895 Is Shelley (Uit Shelley) voor zangstem en piano
- 1896 Kolibelnaja Pesnja (Wiegelied) voor zangstem en piano
- 1896 Se Premas Min Dolore voor zangstem en piano
- 1899 Twee romances voor zangstem, piano en mandoline, op. 9
- 1907 S Osera Wejet (Het stormt op zee) voor tenor, alt, sopraan en orkest, op. 25 - tekst: Friedrich von Schiller
- 1907 Drie terzetten voor sopraan, alt, tenor en piano, op. 23
- 1907 Twee kwartetten voor twee sopranen, alt, tenor en piano, op. 24
- 1907 Neostiwschaja ot Snogi voor sopraan, alt, tenor en piano
- 1908 Tien romances vanuit "Ellis' Immortelles" voor zangstem en piano, op. 26
- 1911 Vier liederen voor zangstem en piano, op. 32
- 1911 Vijf liederen voor zangstem en piano, op. 33
- 1911 Zeven liederen voor zangstem en piano, op. 34
- 1915 Kolibelnaja Pesnja (Wiegelied) voor zangstem en piano
- Nachodka voor zangstem en piano

### Kamermuziek
- 1877 Mars voor twee piano's, harmonium, drie trombones, cello, hobo, klokken en een ander instrument
- 1879-1880 Strijktrio D-groot voor viool, altviool en cello
- 1880 Strijkkwartet no. 7 Es-groot voor twee violen, altviool en cello
- 1882-1883 Strijkkwartet no. 8 C-groot
- 1883 Strijkkwartet no. 9 c-klein
- 1890 Strijkkwartet no. 1 b-klein, op. 4
- 1895 Sonatina A-groot voor viool en piano - in samenwerking met Morozov, Arseny Nikolayevich Koreschenko (1870-1921) en Georgi Eduardovitsj Konjus (1862-1932)
- 1895 Strijkkwartet no. 2 C-groot, op. 5
- 1896 Strijkkwartet no. 3 d-klein, op. 7
- 1897 Variaties over een thema voor mandoline, viool en piano
- 1898-1899 Strijkkwartet no. 4 a-klein, op. 11
- 1901/1903 Strijkkwintet no. 1 G-groot op. 14
- 1903 Strijkkwartet no. 5 A-groot, op. 13
- 1904 Strijkkwintet no. 2 C-groot, op. 16
- 1905 Strijkkwintet no. 6 Bes-groot, op. 19
- 1906 Pianokwartet E-groot voor piano, viool, altviool en cello, op. 20
- 1906-1908 Pianotrio D-groot voor piano, viool en cello, op. 22
  1. Allegro
  2. Allegro molto - Tema con variazioni - Tempo del commincio
  3. Andate espressivo
  4. Finale: Allegro con brio
- 1907 Trio D-groot voor twee violen en altviool, op. 21
- 1908-1910 Pianokwintet g-klein voor piano, twee violen, altviool en cello, op. 30
- 1910 Trio Es-groot voor viool, altviool en tenorviool
- 1911 Sonate a-klein voor viool en piano
- 1911 Strijkkwartet c-klein voor twee violen, altviool en cello (twee delen)
- 1913 Strijktrio b-klein voor viool, altviool en cello (twee delen)

### Werken voor orgel
- Choral Varié

### Werken voor piano
- 1873-1874 Scherzo Es-groot
- 1874 Thema en variaties c-klein
- 1875 Vier scherzo's - F-groot, C-groot, g-klein, d-klein
- Vier stukken
  1. Quadrille in A-groot (1879)
  2. Mars in d-klein (1879)
  3. Repose (1880)
  4. Schlummerlied (1881)
- 1880 Variaties op een thema van Wolfgang Amadeus Mozart in Es-groot voor twee piano's
- 1881 Mars C-groot voor piano (vierhandig)
- 1892 Den Roschdenyja Kompositora (Verjaardag van een componist) ter gelegenheid van de verjaardag van Pjotr Iljitsj Tsjaikovski, gebaseerd op thema's uit zijn balletten
- 1896 Improvisatie voor een stuk in samenwerking met Anton Arenski, Aleksandr Glazoenov en Sergej Rachmaninov
- 1894-1895 Preludium in F-groot
- 1896 Preludium in F-groot voor piano (vierhandig)
- 1910 Preludium en fuga in gis-klein, op. 29
- 1914 Preludium en fuga in gis-klein, op. 29 voor twee piano's
- Andante semplice

## Publicaties
- Dnevniki, 1894-1909. Kn. 3. 1903-1909. (Dagboeken), Moskva: Muzyka 1985. 559 S.
- Dnevniki, 1894-1909. Kn. 2. 1899-1902. (Dagboeken), Moskva: Muzyka 1982. 429 S.
- Dnevniki, 1894-1909. Kn. 1. 1894-1898. (Dagboeken), Moskva: Muzyka 1981. 333 S.
- Iz naucno-pedagogiceskogo nasledija. Neopubl. materialy. Vospominanija ucenikov. Vstupit. stat'ja i komm ent. F. Arzamanova i L. Korabel'nikovoj, Moskva: Muzyka 1967. 164 S.
- Convertible counterpoint in the strict style (1906), Boston: Bruce Humphries 1962. 355 S. (Engelse vertaling: G. Ackley Brower)
- Materialy i dokumenty. (Izdanie byb podgotovleno B.V. Asafevym), T. 1, Moskva: Izdat. Akad. nauk SSSR 1952. 1. Perepiska i vospominanija. (Red.: V. A. Kiselev [u. a.]) 1952.